# 苗栗麗花介
苗栗麗花介（学名：Pistocythereis miaoliensis）为粗面介科麗花介屬下的一个种。